# Ixia viridiflora
Ixia viridiflora är en irisväxtart som beskrevs av Jean-Baptiste de Lamarck. Ixia viridiflora ingår i släktet Ixia och familjen irisväxter.

## Underarter
Arten delas in i följande underarter:
- I. v. minor
- I. v. viridiflora

## Bildgalleri

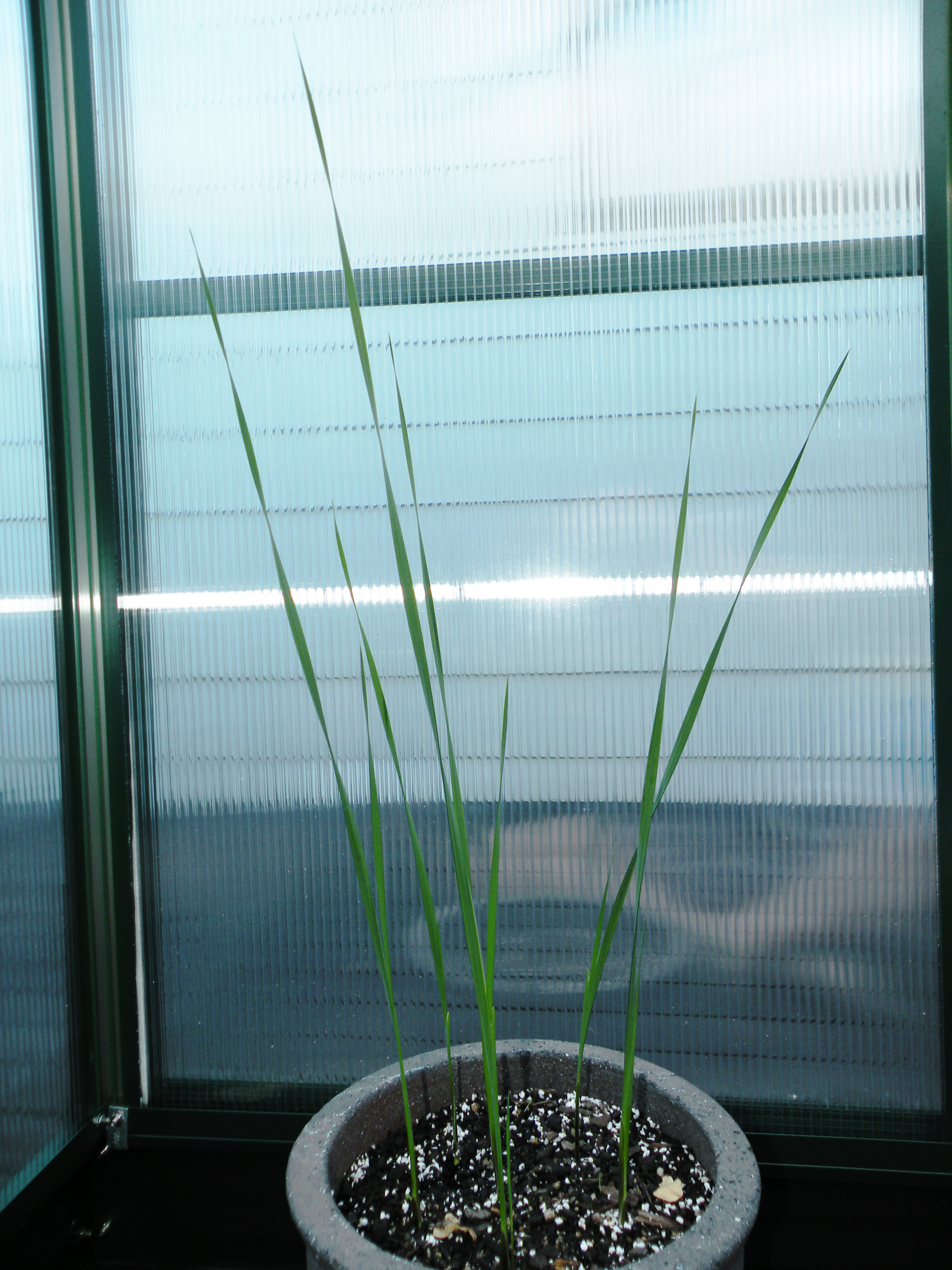